# Er? Will! Sie Nicht?
Er? Will! Sie nicht? (The Rachel Papers, auch Dateline Trouble) ist eine britische Filmkomödie aus dem Jahr 1989. Damian Harris führte Regie und schrieb das Drehbuch anhand des gleichnamigen Romans (dt. Titel Das Rachel-Tagebuch) von Martin Amis. Die Hauptrolle verkörperte Dexter Fletcher.

## Handlung
Der neunzehnjährige Charles Highway erzählt den Zusehern seine Strategien zum Erobern des weiblichen Geschlechts. Er ist ein intelligenter Mann, der bald auf die Universität geht und er ist auf der Suche nach Sexabenteuern. Er lebt mit seiner Schwester Jenny und ihrem Mann Norman unter einem Dach. Das neue Ziel seiner Begierde ist die neunzehnjährige Rachel Noyce, die allerdings bereits DeForest zum Freund hat. Sie verhält sich zuerst ablehnend, dann zugänglich, als Charles nicht locker lässt. Sie verbringen eine Zeit der leidenschaftlichen Liebe. Doch die Beziehung wird Charles zu einengend, und er betrügt Rachel mit seiner früheren Freundin. Rachel kommt dahinter, als er sich verdächtig verhält. Sie verlässt ihn und fliegt nach New York um Model zu werden. Charles fährt ihr zum Flughafen nach, kann sie aber nicht mehr einholen.

## Kritiken
- Betsy Bozdech meinte bei dvdjournal.com der Film sei „sicherlich frischer und interessanter als vieles von dem dummen US-amerikanischen Teenagerzeug der späten 1980er Jahre“.[1]
- Cinema beschrieb den Film als „verpfuschte Komödie um die Jagd nach Liebe“.[2]

## Auszeichnungen
- 1991 gewann Damian Harris beim Paris Film Festival den Spezialpreis der Jury.

## Hintergrundinformationen
Der Drehort war London. 